# Artefuckt
Artefuckt je páté studiové album české hudební skupiny Traktor. Album bylo vydáno 5. května 2016.   

## Podrobnosti
Producent Wendel Dreiseitl na adresu alba uvedl, že je unikátní v aplikaci vlastního originálního kopáku. Oproti předchozí tvorbě přibylo syntetizátorů. Album bylo dle jeho vyjádření nasnímáno naživo.

## Přijetí
Recenze na serveru novinky.cz a ve vydání časopisu Spark - Traktor speciál chválily  silné melodie, texty a produkci. Recenze na metalforever.info uvedla, že album neobsahuje „vyloženou bombu", většina písní je průměrných a texty „říkankové". Naopak ocenila metalový zvuk nahrávky.

## Videoklipy
K písním „Vstaňte, pane Lincolne!“, „Děvka č.5 (Závist)“ a „Letokruhy“ byly natočeny videoklipy. 
Videoklip „Letokruhy“ dosáhl na YouTubu přes 26 milionů zhlédnutí. Skladba se stala největším hitem kapely.

## Seznam skladeb
Není-li uvedeno jinak, je autorem hudby Traktor a autorem textů Martin Kapek.
| Pořadí         | Název                                  | Autor                                                        | Délka |
| -------------- | -------------------------------------- | ------------------------------------------------------------ | ----- |
| 1.             | Vstaňte, pane Lincolne!                |                                                              | 5:10  |
| 2.             | Děvka č.5 (Závist)                     |                                                              | 4:15  |
| 3.             | Letokruhy                              |                                                              | 6:14  |
| 4.             | Romeo & Julie                          |                                                              | 3:33  |
| 5.             | Masky                                  |                                                              | 5:07  |
| 6.             | Caligula                               |                                                              | 5:22  |
| 7.             | Uveď nás v pokušení (Sv. Cecilie)      |                                                              | 5:03  |
| 8.             | Žena, růže, tíseň, zlost               |                                                              | 4:28  |
| 9.             | Artefuckt                              |                                                              | 5:35  |
| 10.            | Bolest hrdinů                          |                                                              | 4:59  |
| 11.            | No Voices In The Sky (Motörhead cover) | Lemmy Kilmister, Phil Campbell, Michael Burston, Phil Taylor | 4:00  |
| Celková délka: | Celková délka:                         | Celková délka:                                               | 53:52 |

## Obsazení
Kapela
- Martin Kapek – zpěv
- Stanislav Balko – sólová kytara, doprovodný zpěv
- Karel Ferda – baskytara, doprovodný zpěv
- Petr Bartošek – klávesy, doprovodný zpěv
- Pavel Balko – bicí

Produkce
- Pavel Balko, Stanislav Balko, Wendel Dreiseitl - mix a mastering
- Karel Ferda, Denisa Kozáková - obal